# Type 3 Chi-Nu
Il Type 3 Chi-Nu è stato un carro armato medio progettato dall'Impero giapponese nel 1943 e introdotto in servizio prima della fine dell'anno. Era un derivato del carro medio Type 1 Chi-He ed era stato equipaggiato con un cannone da 75 mm; tuttavia era nato come un progetto improvvisato e l'esercito giapponese ebbe un interesse modesto per il nuovo mezzo.
Fu prodotto in piccola serie e formò alcuni reggimenti corazzati di una divisione carri stanziata in difesa del Giappone, ma non ebbe modo di partecipare attivamente alle battaglie della seconda guerra mondiale poiché la progettata offensiva statunitense (operazione Downfall) fu impedita dalla resa nipponica nell'agosto 1945.

## Storia

### Sviluppo
Gli sforzi effettuati dall'Ufficio Tecnico dell'esercito imperiale per rimpiazzare con mezzi meglio protetti e armati l'obsolescente Type 97 Chi-Ha erano già stati tradotti nel Type 1 Chi-He, tuttavia poco considerato dall'Alto Comando che aveva preferito finanziare gli studi per un altro carro pesantemente corazzato e dotato di un cannone ad alta velocità iniziale: le peculiari specifiche erano finalizzate alla creazione di un sistema d'arma capace di rivaleggiare efficacemente con il più diffuso blindato avversario, lo statunitense M4 Sherman. Tuttavia nel maggio 1943, poco dopo che gli ingegneri dell'Ufficio Tecnico avevano avvisato che lo sviluppo di tale mezzo (il futuro Type 4 Chi-To) sarebbe slitatto per ritardi e problemi imprevisti, fu deciso di mettere in cantiere un ennesimo carro armato medio, facile e rapido da produrre. I lavori progredirono rapidamente perché il veicolo era stato concepito sullo scafo del precedente Type 1, risparmiando così tempo e risorse: a ottobre i progetti del decimo carro armato medio nipponico, o "Type 3 Chi-Nu", vennero completati.

### Produzione
Sebbene pronto in tempi brevi, il Type 3 non riscosse molto interesse tra i membri dello Stato Maggiore; inoltre tra il 1943 e il 1944 l'industria bellica giapponese si era calibrata per la fabbricazione intensiva di aerei, trascurando le richieste dell'esercito e in parte anche quelle della marina imperiale. La linea d'assemblaggio fu aperta dalla Mitsubishi solamente nel settembre 1944 e alla fine dell'anno erano stati costruiti 55 esemplari. Nonostante le carenze sempre più gravi di materie prime dovute al blocco sottomarino statunitense, alla mancanza di personale causate dalle perdite in guerra e alle distruzioni arrecate dai bombardamenti aerei divenuti più frequenti, la ditta nipponica fabbricò durante il 1945 altre 89 unità(111 unità secondo altri).

### Impiego
Ultimo corazzato a prendere effettivamente servizio nell'esercito imperiale, il Type 3 Chi-Nu non lasciò mai le isole metropolitane giapponesi: furono distribuiti tra i sei reggimenti che componevano la 3ª e 4ª divisioni carri, la prima dislocata su Honshū e la seconda su Kyūshū. Le due divisioni facevano parte delle armate schierate a difesa delle coste nipponiche contro le operazioni anfibie che, si sapeva, gli Stati Uniti stavano già pianificando; poiché, però, il Giappone si arrese il 15 agosto 1945, gli Stati Uniti annullarono la prevista operazione Downfall per invadere il Giappone meridionale e centrale. Il Type 3 quindi non ebbe modo di essere utilizzato in combattimento, una costante per numerosi altri equipaggiamenti nipponici di recente ideazione.

## Caratteristiche
Il Type 3 Chi-Nu montava sullo scafo del carro medio Type 1, una versione semplificata e più corazzata di quello del Type 97 Chi-Ha, una larga torretta dal nuovo disegno esagonale e con corazza frontale spessa 25 mm. Ospitava un cannone Type 3 da 75 mm lungo 38,4 calibri (L/38,4): con una velocità alla bocca di 680 m/s era in grado di penetrare una piastra spessa 90 mm da 100 metri oppure da 65 mm se sparava da 1.000 di distanza; l'alzo era compreso tra i -10° e i + 25°. Quest'arma era stata ricavata dal cannone da campagna Type 90, a sua volta derivato dal pezzo da montagna Schneider mle 1919 da 75 mm francese. Per la difesa ravvicinata era invece presente in casamatta una mitragliatrice Type 97 da 7,7 mm rifornita con una scorta di 4.035 cartucce; per il cannone erano invece trasportabili 55 proietti ognuno pesante 6,6 chili. La corazzatura originale non venne incrementata: dunque era spessa 50 mm sul frontale, 25 mm sulle fiancate e 20 mm sul retro; il fondo dello scafo misurava 8 mm, lo spessore blindato minimo di tutto il mezzo (secondo un'altra fonte lo spessore minimo sarebbe pari a 12 mm).
Preservati erano, inoltre, la meccanica e l'apparato motore. Lo scafo infatti poggiava su sei doppie ruote portanti, delle quali le centrali erano state accoppiate mediante due carrelli; a questi erano collegati due bracci oscillanti longitudinali che condividevano una grande molla elicoidale parallela al terreno. Le ruote più esterne erano state equipaggiate allo stesso modo ma le loro molle erano più inclinate e poggiavano al capo libero sui due bracci oscillanti centrali: questo sistema faceva sì che i movimenti cagionati dalla marcia su terreni non preparati venissero prima tramutati in moto orizzontale dai bracci e quindi assorbiti dalle molle. Il treno di rotolamento era completato da tre rulli reggicingolo (due doppi e uno singolo), da una ruota motrice anteriore a doppia corona dentata e da una ruota di rinvio doppia. I cingoli adottati, del tipo "dry pin", erano larghi 305 mm e forniti di una guida centrale a dente. La trasmissione e il cambio da quattro marce avanti e retromarcia, entrambi anteriori, erano collegati al motore sistemato nel vano posteriore, un Mitsubishi Type 100 da 12 cilindri a V e con una potenza di 240 hp a 2.000 giri al minuto; l'alesaggio misurava 120 mm, la corsa 160 mm e la cilindrata arrivava a 21,7 litri. Il serbatoio conteneva 235 litri di gasolio.
Il Type 3 Chi-Nu era operato da un equipaggio di cinque uomini: il pilota trovava posto nello scafo anteriore destro e guidava mediante il sistema frizione-freno assistito dall'uso di due leve direzionali; alla sua sinistra era sito il mitragliere addetto alla Type 97. La torretta era la sede del comandante, del cannoniere e di un caricatore, un ruolo che sui carri armati giapponesi aveva tardato ad affermarsi.
In totale il veicolo pesava 18,8 tonnellate, era alto oltre 2,60 metri e lungo circa 5,80 metri. La velocità di punta su strada asfaltata non superava i 40 km/h mentre l'autonomia era piuttosto ampia, pari a 210 chilometri; il Type 3 riusciva inoltre a padroneggiare guadi fino a 1 metro di profondità, trincee larghe 2,50 metri e ostacoli alti 0,90 metri.